# Sang-csün
Sang-csün (Shangjun) legendás személy a Kína történeti korszakát megelőző, öt császár korában. Sun (Shun) császár és Nü-jing (Nüying) fia.
Sang-csün (Shangjun) sorsa hasonló Tan-csu (Danzhu)éhoz, aki érdemtelennek bizonyult arra, hogy átvegye apja, Jao (Yao) császár trónját. Jao (Yao) inkább átengedte a kormányzást Sang-csün (Shangjun) apjának, Sun (Shun)nak. Sun (Shun) azonban szintén úgy ítélte, hogy vér szerinti gyermeke méltatlan arra, hogy az örökébe lépjen, így aztán a trónt az árvizek megfékezéséve, a vizek szabályozásával elévülhetetlen érdemeket szerzett Nagy Jü (Yu)nek engedte át.
Sang-csün (Shangjun) életével kapcsolatban meglehetősen kevés egyéb részletet tartalmaznak a kínai történeti művek és egyéb források.